# Гиршовичюс, Шендерис
Шендерис Гиршовичюс (лит. Šenderis Giršovičius; в СССР иногда упоминался как Шендер Самуилович Гиршович; род. 20 марта 1953, Кельме, Шяуляйская область) — советский футболист, полузащитник, советский и литовский футбольный тренер.

## Биография
Воспитанник спортинтерната г. Паневежиса, тренеры — А. Банилёнис и Й. Банитаускас. Во взрослом футболе дебютировал в 1968 году в команде «Статиба» (Паневежис), игравшей в первенстве Литовской ССР среди коллективов физкультуры. В 1972 году был призван на армейскую службу и в течение двух сезонов выступал во второй лиге за армейский клуб «СК Луцк». Сезон 1974 года провёл в ведущем клубе Литовской ССР — вильнюсском «Жальгирисе», сыграв 37 матчей и забив 5 голов во второй лиге. В матче «Жальгирис»-«Даугава» (4:4) стал автором хет-трика. В 1975 году некоторое время числился в составе рижской «Даугавы», затем перешёл в «Атлантас» (Клайпеда), где провёл четыре неполных сезона. В конце карьеры выступал в соревнованиях КФК за клайпедский «Гранитас».
В 1980-е годы начал тренерскую карьеру. В 1987 году привёл команду «Таурас» к победе в чемпионате Литовской ССР. С 1988 года возглавлял «Сириюс» (Клайпеда), с которым в том же сезоне стал обладателем Кубка республики. В сезоне 1990 года, после выхода литовских команд из первенства СССР возглавлял «Сириюс» в чемпионате Прибалтики, где клуб финишировал на втором месте, также клуб одержал победу в коротком турнире за республиканское чемпионство и стал обладателем Кубка Литвы 1990 года. В сезоне 1991/92 привёл «Сириюс» к бронзовым медалям чемпионата Литвы.
Исполнял обязанности главного тренера национальной сборной Литвы на двух розыгрышах Балтийского Кубка (июль 1992 и февраль 1993 годов). Обладатель Балтийского Кубка 1992 года. Также под его руководством сборная провела один товарищеский матч в августе 1998 года против Молдавии.
В дальнейшем тренировал различные литовские клубы высшей и первой лиги, 4-кратный победитель и неоднократный призёр чемпионата. Также в конце 1996 года в течение двух месяцев возглавлял клуб высшего дивизиона Латвии «Балтика» (Лиепая), а в 2008 году тренировал молодёжную сборную Литвы. В 2010—2013 годах работал спортивным директором в лиепайском клубе, носившем в этот период название «Металлург». Также занимал должность спортивного директора в шотландском «Хартсе», когда командой владел литовский бизнесмен Владимир Романов, в «Каунасе» и в эстонском «Калеве» (Силламяэ).
Имеет тренерскую лицензию PRO, полученную в центре лицензирования ФФУ.

## Личная жизнь
Есть три дочери — Грета, Оринта и Гина. Гина Гиршовичюте занималась футболом в клайпедских детских командах, но впоследствии стала адвокатом.

## Достижения
- Чемпион Литвы: 1990, 1999, 2000, 2004
- Чемпион Литовской ССР: 1987
- Обладатель Кубка Литвы: 1990, 1992, 2005
- Обладатель Кубка Литовской ССР: 1988